# مايك إستيب
مايك إستيب (بالإنجليزية: Mike Estep)‏ مواليد 19 يوليو 1949 في دالاس، هو لاعب كرة مضرب أمريكي سابق بدأ مسيرته كمحترف سنة 1969 وكان يلعب باليد اليمنى، اعتزل اللعب في 1983. أعلى تصنيف له في الفردي كان المركز الـ 59 في سنة 1973.

## روابط خارجية
- مايك إستيب على موقع رابطة محترفي التنس (الإنجليزية)
- مايك إستيب على موقع الاتحاد الدولي لكرة المضرب (الإنجليزية)
- مايك إستيب على موقع خلاصة التنس.كوم (الإنجليزية)